# Ракшава
Ракшава (пол. Rakszawa) — село в Польщі, у гміні Ракшава Ланьцутського повіту Підкарпатського воєводства.
Населення — 6241 особа (2011).
У 1975-1998 роках село належало до Ряшівського воєводства.

## Демографія
Демографічна структура станом на 31 березня 2011 року:
|          | Загалом | Допрацездатний вік | Працездатний вік | Постпрацездатний вік |
| -------- | ------- | ------------------ | ---------------- | -------------------- |
| Чоловіки | 3094    | 749                | 2065             | 280                  |
| Жінки    | 3147    | 680                | 1780             | 687                  |
| Разом    | 6241    | 1429               | 3845             | 967                  |